# Тараскон
Тараско́н (фр. Tarascon) – град във Франция, на левия бряг на река Рона, в департамент Буш-дьо-Рон регион Прованс-Алпи-Лазурен бряг, на 20 километра от град Арл и Авиньон. Административен център на едноименния кантон.

## История
Град Тараскон възниква през 48 година като римски град в район Алпи, Прованс. Името си градът получава от дракона Тараско, живеещ на брега на Рона и нападащ на пътешествениците. Съгласно легендата, драконът е укротен от Света Марта, а след това пребит от гражданите до смърт с камъни. Така Света Марта става покровителка на Тараскон.
В югоизточната част на Тараскон, в сегашния негов район Сен-Габриел (римски Emaginum), се намира кръстосване на 2 важни пътища на Римска Галия: тук се срещат идващата от изток Виа Домиция и идващата от юг Виа Аурелия. През XV век с указ на Рене I Анжуйски в Тараскон се оформя мощна крепост/макар тя да е построена още от баща му Луи II Анжуйски/, която местните жители назовават замъкът на крал Рене. На картите пише обикновено замък-Крепост.

## Забележителности на Тараскон
- Замък Крепост или замък Тараскон - Строителството на сегашния замък Тараскон е започва през 1401 от Луи II Анжу, след като предишната крепост е разрушена. Строителството е продължено от първия му син Луи III Анжу , и е завършена през 1449 от втория му син, крал Рене I. По тази причина, замъкът често по-нататък е наричан Замъкът на крал Рене).

Крепостта е превърната във военен затвор през 17 век, до нейното придобиване от държавата през 1932 г.
- Църква „Света Марта“" – е построена на мястото, където, според местната традиция,  библейската фигура – Марта е погребана. Църквата е строена от части в романски стил през 12 век и другата част готически стил c през 14 век. Криптата датира от трети век.
- Домът на Тартарен

## В литературата
Френският писател Алфонс Доде обезсмъртил името на града Тараскон със своите романи „Тартарен Тарасконски“ (1872), „Тартарен в Алпите“ (1885) и „Пристанище-Тараскон“ (1890).

## Изгледи от града
- Изглед от високо
- Вход на крепостта
- Чудовището Tараско
- Водоливници на стената
- Средновековна сграда

## Графики
- Къща в Тартарен.
- Входа на крепостта
- Площад на св. Марта.
- Фонтан Жулиен.
- Площад.
- Хотел
- Крепостта на Рене